# Pierre Siegenthaler
Pierre Siegenthaler (Berna, 19 de julio de 1938) es un deportista suizo que compitió en vela en la clase Flying Dutchman. Ganó tres medallas en el Campeonato Europeo de Flying Dutchman entre los años 1957 y 1961.

## Palmarés internacional
| Campeonato Europeo | Campeonato Europeo | Campeonato Europeo | Campeonato Europeo |
| Año                | Lugar              | Medalla            | Clase              |
| ------------------ | ------------------ | ------------------ | ------------------ |
| 1957               | ND                 | Medalla de oro     | Flying Dutchman    |
| 1960               | Sandhamn (Suecia)  | Medalla de plata   | Flying Dutchman    |
| 1961               | Attersee (Austria) | Medalla de oro     | Flying Dutchman    |